# Tommaso Buoninsegni
Tommaso Buoninsegni (Siena, 1531 – Firenze, 7 gennaio 1610) è stato un teologo italiano.
Battezzato come Claudio Buoninsegni, a sedici anni assunse il nome di Tommaso quando entrò nel Convento di S. Marco a Firenze come domenicano. Studiò all'Università di Perugia, finché nel 1573 divenne lettore di teologia all'Università di Firenze. I suoi scritti riguardano in particolare la morale dell'economia e della finanza, in un momento storico di evoluzione degli strumenti finanziari parallelo all'irrigidimento della dottrina cattolica contro la Riforma protestante. Nel Trattato de' traffichi giusti, pubblicato a Venezia nel 1588, egli difende l'utilità dell'assicurazione.